# Incontrerai l'uomo dei tuoi sogni
Incontrerai l'uomo dei tuoi sogni (You Will Meet a Tall Dark Stranger) è un film del 2010 scritto e diretto da Woody Allen.

## Trama
Due coppie sposate intrecciano le loro disavventure. Alfie e Helena sono una coppia matura in crisi. Alfie sente di voler ritrovare gli anni perduti e sposa un'avvenente ragazza squillo di nome Charmaine, evidentemente interessata al rigonfiamento del suo portafogli. Helena, abbandonata nel momento della sfioritura, sceglie di perdere il legame con la realtà e affida ogni sua decisione a una ciarlatana che si spaccia per veggente. Alfie scopre che la moglie escort non gli è fedele, e quando questa gli comunica di essere incinta, pretende il test del DNA. Più fortunata è Helena che conosce un anziano vedovo, come lei seguace dello spiritismo e del quale si innamora ricambiata.
La loro figlia Sally, sposata con lo scrittore mezzo fallito Roy, è stufa di mantenerlo e prende una sbandata per Greg, proprietario della galleria d'arte dove lavora; Roy invece cerca di superare la crisi da pagina bianca sottraendo un manoscritto a un amico vittima di un grave incidente, credendolo deceduto. Nel contempo si invaghisce dell'avvenente vicina di casa indiana Dia, che però è in procinto di sposarsi.
Il manoscritto sottratto da Roy all'amico incontra i favori degli editori, e Roy riesce a farlo pubblicare, spacciandolo per suo, ma la sua vicenda si conclude con la scoperta che il vero autore del romanzo è in coma e in ripresa, il che mette in pericolo la sua situazione. Parallelamente si separa dalla moglie Sally, e intreccia una relazione con Dia, che a sua volta comunica al fidanzato la sua volontà di annullare le nozze imminenti. Infine, Sally decide di allontanarsi da Greg, quando scopre che questi ha una relazione più stabile con un'altra donna, ed inoltre non riesce a concretizzare il suo sogno di aprire una propria galleria a causa dell'indisponibilità della madre a concederle un prestito, perché sconsigliatole dalla veggente.

## Produzione

### Riprese
Incontrerai l'uomo dei tuoi sogni è il quarto film del regista ad essere girato a Londra, dopo Match Point (2005), Scoop (2006) e Sogni e delitti (2007).

## Colonna sonora
La colonna sonora del film è stata pubblicata dall'etichetta Milan Records nel 2011.

### Tracce
1. Leon Redbone - When You Wish Upon a Star
2. Tom Sharpsteen and His Orlandos - When My Baby Smiles at Me
3. Benny Goodman and His Orchestra - If I Had You
4. Tali Roth - Solo Grave Assai from Guitar Quintet in D Major Fandango
5. The Eddy Davis Trio - I'll See You In My Dreams
6. Tali Roth - Quintet Grave Assai from Guitar Quintet in D Major Fandango G448
7. Marc Ferrari & Michael McGregor - Let Your Body Move
8. Sir Charles Mackerras & Prague Orchestra - Serenade No. 6 in D Major, K.239 III Rondo
9. Tom Sharpsteen and His Orlandos - Only You (And You Alone)
10. Orchestra of the Royal Opera House - Tu che a Dio spiegasti l'ali
11. Giulia y los Tellarini - Mais si l'amour
12. Scott Nickoley & Jamie Dunlap - I Never Loved You
13. Tom Sharpsteen and His Orlandos - My Sin

## Distribuzione
Il film è stato presentato fuori concorso al 63º Festival di Cannes ed è stato distribuito nelle sale italiane il 3 dicembre 2010.